# Айтодорка
Айтодо́рка (Ай-Тодо́рка, Ай-Тодо́р, балка Забиаковская; укр. Ай-Тодорка, крымскотат. Ay Todor, Ай Тодор) — река в юго-западном Крыму (Севастополь), правый приток реки Чёрная, длиной 15,0 километров с площадью бассейна 38,1 км², уклон реки 31,0 м/км. Средний расход воды в реке — 0,11 м³/с, объём стока — 4,4 млн м³.

## Общие сведения
Исток реки — источник св. Федора Студита, почитаемый целебным, расположенный на территории Спасо-Преображенского скита, в 7 километрах северо-восточнее села Терновка; другое название источника — Текне. Вначале река течёт в западном-северо-западном направлении, после Терновки поворачивает на юго-запад и течёт по долине Баглар-Баши до впадения в реку Чёрную. Николай Рухлов, по наблюдениям 1911 года, отмечал многочисленные родники, питающие реку: Халиль-чокрак, дающий 2450 вёдер в сутки; Садмин-чокрак, Халиль-Мемет-чокрак и общественный источник — вместе 15270 вёдер; 6 родников (Али, Септаир-Эфенди, Аби-Була, Эмир-Сали, Аджи-Курт-Мемет и Демитас) с общим дебетом 50800 вёдер в сутки. Недалеко от устья река прорезала узкое ущелье, там же образует 4-х метровый водопад. Впадает справа, в 12,0 км от устья, у реки числится 2 безымянных притока, длиной менее 5 километров, водоохранная зона реки установлена в 100 м. Название реке дано по располагавшемуся у истока селу Ай-Тодор (позже Гористое).
Впервые упоминается, как ручей Ай-Тодор и Ай-Тодорская долина, ведущая в деревню Шулю, в труде Петра Палласа «Наблюдения, сделанные во время путешествия по южным наместничествам Русского государства». На картах Мухина 1817 года и Петра Кеппена 1836 года река подписана, как Шулю, а уже в «Списке населённых мест Таврической губернии по сведениям 1864 года» — ручей Айтодор.

## Галерея

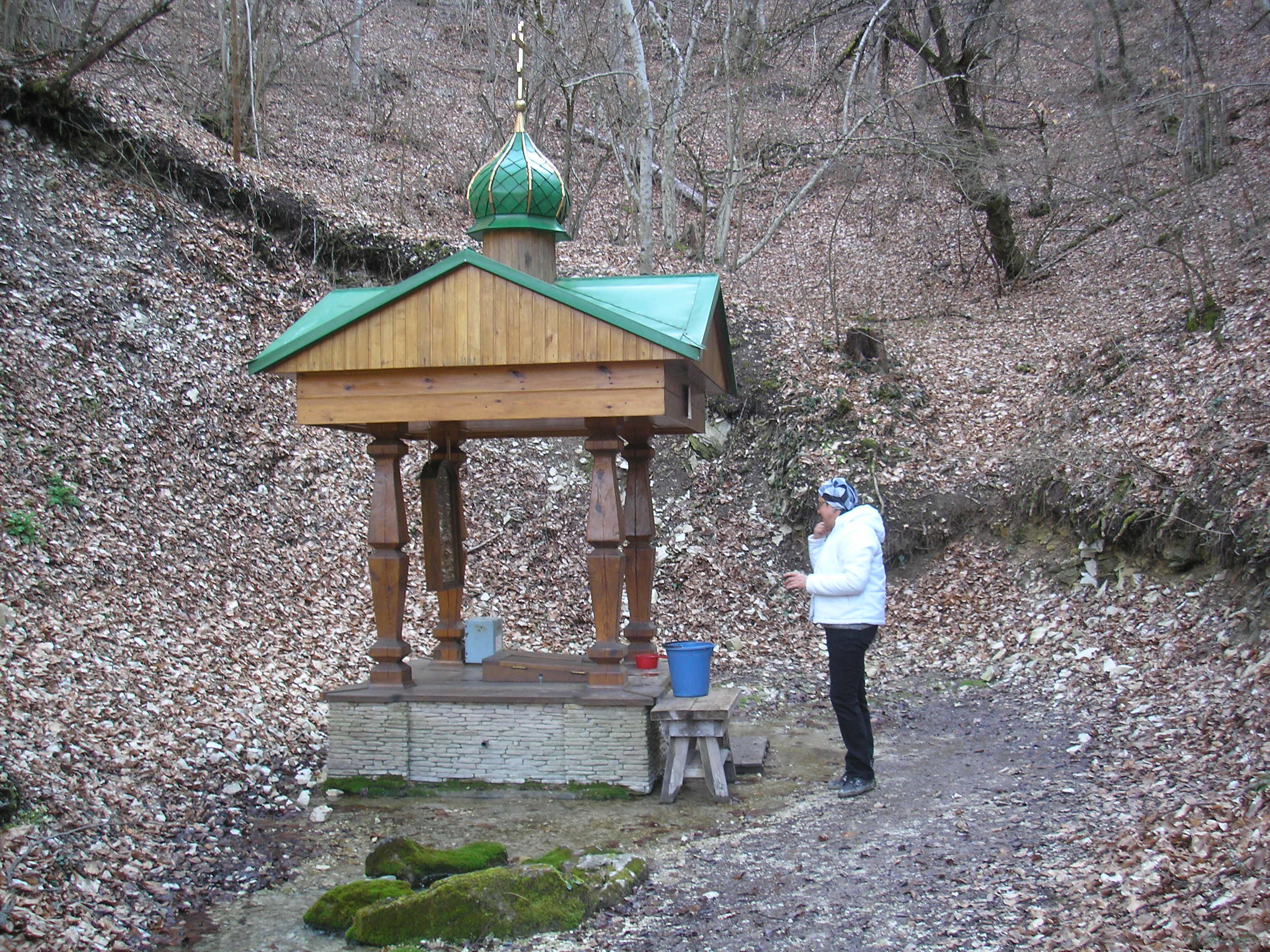
Источник Феодора Студита, исток реки.
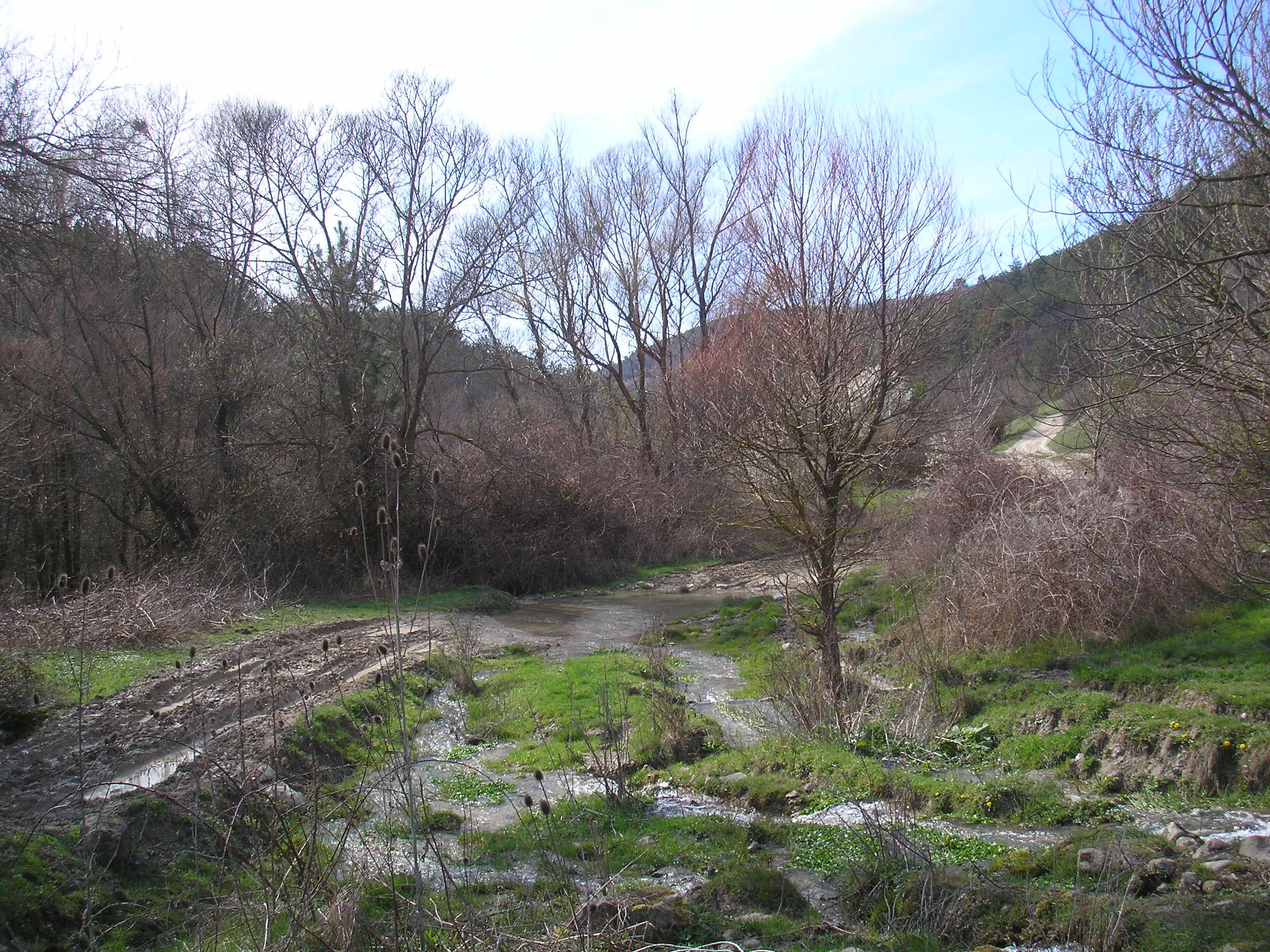
Река Айтодорка в верхнем течении.
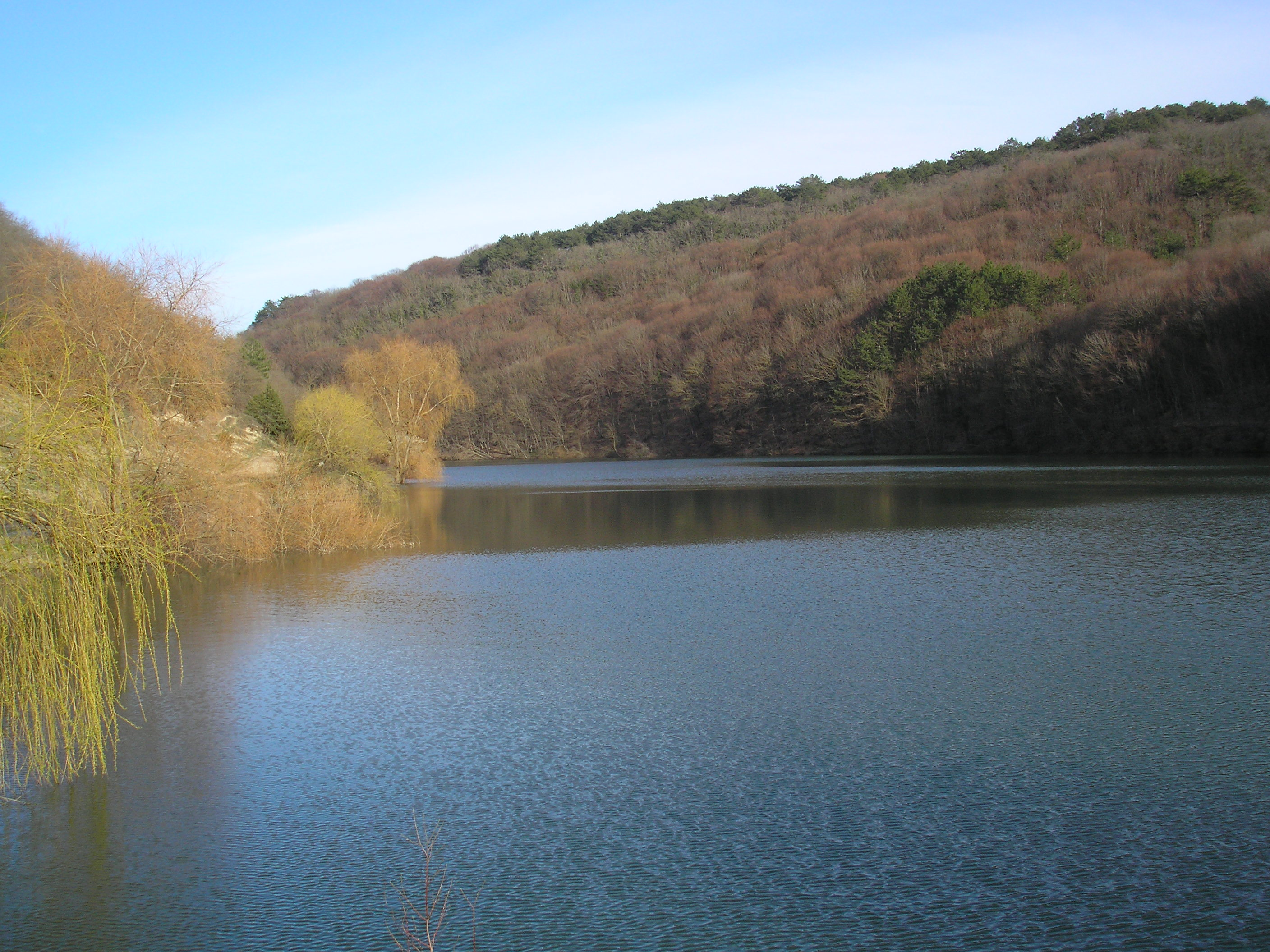
Водохранилище на Айтодорке.